# Groupe de NGC 4751
Le groupe de NGC 4751 comprend au moins huit galaxies situées dans la constellation du Centaure. La distance moyenne entre ce groupe et la Voie lactée est d'environ 35,3 Mpc (∼115 millions d'al). 

## Membres
Le tableau ci-dessous liste les huit galaxies du groupe indiquées dans l'article de A.M. Garcia paru en 1993.
| Nom         | Class.   | Type           | α (J2000.0)   | δ (J2000.0)  | Vitesse radiale (km/s) | m               | Distance (Mpc) | Diamètre (kal |
| ----------- | -------- | -------------- | ------------- | ------------ | ---------------------- | --------------- | -------------- | ------------- |
| NGC 4730    | SA(r)0-? | Lenticulaire   | 12h 52m 00.5s | -41° 08′ 50″ | 2093 ± 4               | 12,8            | 35,0 ± 2,5     | 93            |
| NGC 4751    | SA0-?    | Lenticulaire   | 12h 52m 50.8s | -42° 39′ 36″ | 2094 ± 45              | 11,2            | 35,0 ± 2,6     | 238           |
| ESO 322-101 | S0       | Lenticulaire   | 12h 49m 34.5s | -41° 03′ 17″ | 1955 ± 20              | 12,00           | 33,0 ± 2,4     | 60            |
| ESO 323-33  | Sd       | Spirale        | 12h 53m 22.6s | -42° 08′ 28″ | 2348 ± 10              | 13,33           | 38,7 ± 2,7     | 116           |
| PGC 43383   | SBb      | Spirale barrée | 12h 49m 42.0s | -40° 41′ 07″ | 2242 ± 24              | 11,749 ± 0,045A | 37,3 ± 2,7     | 29            |
| PGC 43402   | E        | Elliptique     | 12h 49m 51.6s | -41° 13′ 34″ | 2160 ± 12              | 12,48 ± 0,02    | 36,0 ± 2,5     | 39            |
| PGC 43722   | S        | Lenticulaire   | 12h 51m 29.4s | -41° 51′ 41″ | 2195 ± 58              | 13,090 ± 0,079A | 36,5 ± 2,7     | 19            |
| PGC 43553   | S0       | Spirale        | 12h 52m 51.2s | -41° 45′ 06″ | 1826 ± 19              | 12,002 ± 0,046A | 30,7 ± 2,9     | 15            |

- ADans le proche infrarouge.

Le site DeepskyLog permet de trouver aisément les constellations des galaxies mentionnées dans ce tableau ou si elles ne s'y trouvent pas, l'outil du site constellation permet de le faire à l'aide des coordonnées de la galaxie. Sauf indication contraire, les données proviennent du site NASA/IPAC. 